# Les Aventures d'Alef-Thau
Les Aventures d'Alef-Thau est une série de bande dessinée d'Alejandro Jodorowsky (scénario) et Arno (dessin). Elle comporte 8 albums, parus entre 1983 et 1998 chez l'éditeur Les Humanoïdes Associés, collection Eldorado.
Une série dérivée, Le Monde d'Alef-Thau, a débuté en 2008.
Après la mort d'Arno qui avait dessiné les sept premiers tomes, le dessin a été repris par Al Covial (pour le tome 8), puis Marco Nizzoli pour la série Le Monde d'Alef-Thau.

## Résumé
Né sans bras ni jambes, le jeune Alef-Thau apprend par son mentor Hogl que sa condition sera réversible s'il a accès à la machine du tyran Ner-Ramnus, qui vampirise les gens de Mû-Dhara. Il rencontre la belle Diamante, une Immortelle venue des étoiles que Ner-Ramnus retient dans sa forteresse, et vainc ce dernier dans une grande bataille.
Mais alors que Diamante va soigner Alef-Thau, elle est enlevée par le sinistre Astral. Sous son influence et celle d'un autre Immortel, Diamante embrasse ce qu'elle pense être son destin : elle doit oublier Alef-Thau et conquérir Mû-Dhara, monde illusoire créé pour vérifier si elle est bien l'héritière de la civilisation dévorante des Immortels.
À travers affrontements, réconciliations et révélations, et tandis qu'Alef-Thau ne cesse de regagner et perdre des infirmités, tous deux transforment leur monde. Jusqu'au jour où Alef-Thau, ayant triomphé des illusions, ne supporte plus d'en être une lui-même. Or le secret de la réalité est gardé par les terribles Immortels.
À la fin du Triomphe du rêveur (publié en 1998), le dessinateur Arno (mort en 1996) apparaît en Alef-Thau se réveillant comme Arno lui-même.

## Albums
Les Aventures d'Alef-Thau
1. L'Enfant tronc (03/1983) 52 pages -  (ISBN 2-7316-0217-1)[1]
2. Le Prince manchot (09/1984) 52 pages -  (ISBN 2-7316-0270-8)
3. Le Roi borgne (09/1986) 44 pages -  (ISBN 2-7316-0366-6)
  - La Fleur de l'Asiamar (livret de jeu de rôle dans l'univers d'Alef-Thau offert pour l'achat de la première édition du Roi borgne, 09/1986) 30 pages
4. Le Seigneur des illusions (09/1988) 44 pages -  (ISBN 2-7316-0447-6)
5. L'Empereur boîteux (11/1989) 41 pages -  (ISBN 2-7316-0690-8)
6. L'Homme sans réalité (05/1991) 52 pages -  (ISBN 2-7316-0778-5)
7. La Porte de la vérité (10/1994) 44 pages -  (ISBN 2-7316-1081-6)
8. Le Triomphe du rêveur (11/1998) 46 pages -  (ISBN 2-7316-1184-7)[2]

- Intégrale 1 (tomes 1 à 4, 09/2003) 176 pages -  (ISBN 2-7316-6319-7)
- Intégrale 2 (tomes 5 à 8, 04/2004) 195 pages -  (ISBN 2-7316-6320-0)

Le Monde d'Alef-Thau
1. Résurrection (02/2008)
2. Entre deux mondes (11/2009)

## Publication
Les premières aventures d'Alef-Thau ont été pré-publiées dans le magazine Métal Hurlant
- Les Humanoïdes Associés (collection « Eldorado ») : tomes 1 à 6 (première édition des tomes 1 à 6)
- Les Humanoïdes Associés : tomes 1 à 8 (première édition des tomes 7 et 8)
- Les Humanoïdes Associés : Le Monde d'Alef-Thau tome 1 (première édition du tome 1)